# Herb Bawarii

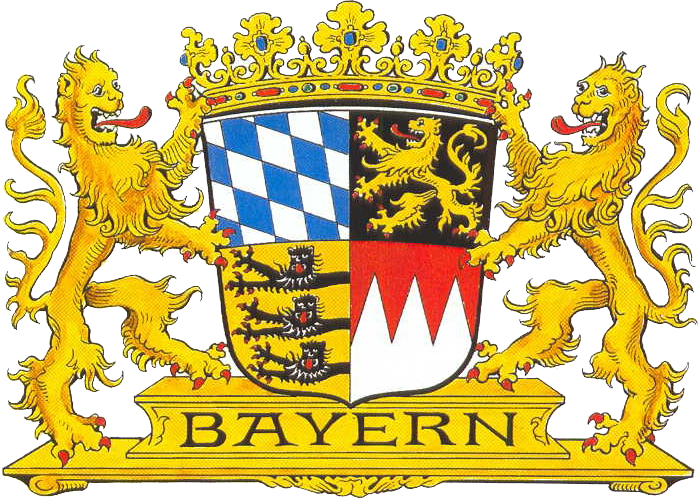
Herb Bawarii z 1923 roku, autorstwa Otto Huppa

Herb Wielki Królestwa Bawarii do 1918 roku

Herb Bawarii − wywodzi się on z symboliki pięciu regionów współtworzących ten kraj. 
Pierwsze pole tarczy herbu to złoty lew, który symbolizuje Palatynat Reński.
Drugie pole symbolizuje Frankonię. Jest to pole czerwone z trzema białymi (srebrnymi) szczytami przypominającymi łańcuch górski. 
Kolejne pole to niebieska stylizowana pantera na białym (srebrnym) tle – godło hrabiów Ortenburg, dzisiaj symbol Dolnej i Górnej Bawarii. 
Czwarte pole tarczy herbu to trzy czarne lwy na żółtym tle − symbolizujące Szwabię. 
Ostatnim elementem tarczy herbu jest położone centralnie pole szachownicy biało-niebieskiej - herb Wittelsbachów, władców Bawarii w latach 1180-1918. Biało-niebieska szachownica może występować samodzielnie wraz z wieńczącą całość godła koroną i jest zwana wówczas małym godłem. Stylistyka ta stała się źródłem oficjalnych barw kraju: bieli i koloru niebieskiego.
W obecnej wersji herb przyjęty został 5 czerwca 1950 roku.

## Historia Tarczy

do 1623
1623-1777
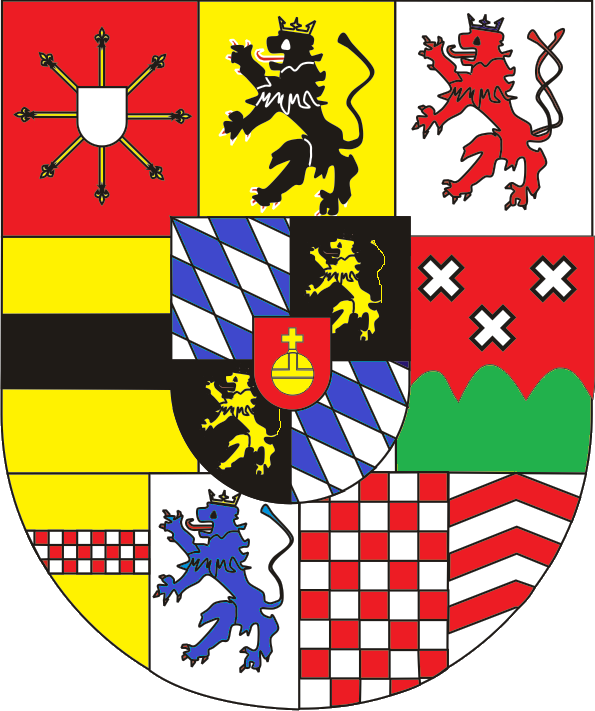
1777-1799
1799-1804
1804-1806
1806
1806-1835
1835-1923
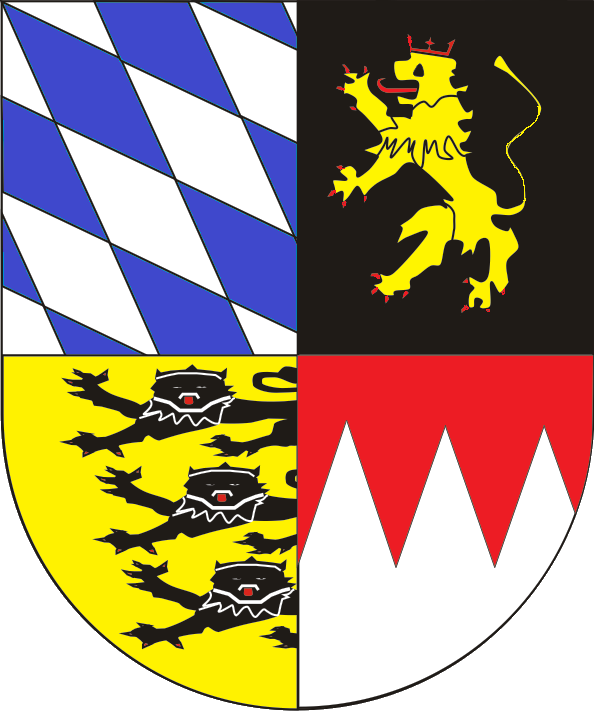
1923-1950
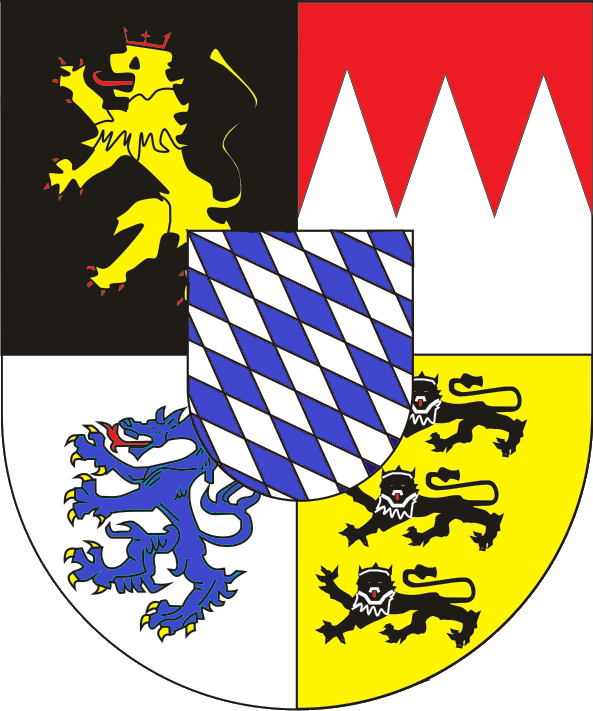
od 1950